# Resolució 2039 del Consell de Seguretat de les Nacions Unides
La Resolució 2039 del Consell de Seguretat de les Nacions Unides fou adoptada per unanimitat el 29 de febrer de 2012. Després d'expressar la seva preocupació per l'augment de la pirateria i el robatori a mà armada al mar del golf de Guinea, el Consell va demanar als països del Golf de Guinea l'elaboració d'una estratègia i un enfocament conjunt contra la pirateria i les seves causes subjacents, ja que amenaçava greument el desenvolupament econòmic i l'estabilitat política a l'Àfrica Occidental i al Sahel.

El consell va recordar iniciatives dutes a terme per les organitzacions regionals africanes com la Comunitat Econòmica dels Estats d'Àfrica Central (CEEAC), l'Comunitat Econòmica dels Estats de l'Àfrica Occidental (CEEAO), l'Organització Marítima d'Àfrica Central i Occidental (OMACC) i la Comissió del Golf de Guinea (CGG) per desenvolupar una estratègia regional. Va instar als països del Golf de Guinea a implementar estratègies nacionals de seguretat marítima i a crear un marc legal contra la pirateria. També es va demanar a Benín i Nigèria que ampliïn les patrulles conjuntes des de març de 2012.